# Tobias Werner (Volleyballspieler)
Tobias Werner (* 16. Mai 1997) ist ein deutscher Volleyballspieler.

## Karriere
Werner begann seine Karriere bei den Oshino Volleys Eltmann. Mit dem Verein, dessen erste Mannschaft 2018 in Heitec Volleys umbenannt wurde, spielte er von 2015 an vier Jahre lang in der Zweiten Bundesliga Süd. In der Saison 2018/19 gelang dem Libero mit der Mannschaft der Aufstieg in die Bundesliga.